# Radiohead - The Best Of DVD
The Best Of è un DVD dei Radiohead uscito nei negozi il 2 giugno 2008 che racchiude tutti i videoclip della band dal 1993 al 2003.

## Tracce
- Creep
- Anyone Can Play Guitar
- Pop Is Dead
- Stop Whispering
- My Iron Lung
- High & Dry (UK Version)
- High & Dry (US Version)
- Fake Plastic Trees
- Just
- Street Spirit (Fade Out)
- Paranoid Android
- Karma Police
- No Surprises
- Pyramid Song
- Knives Out
- I Might Be Wrong
- Push Pulk/Spinning Plates
- There There
- Go To Sleep
- Sit Down Stand Up
- 2+2=5 (live at Belfort festival)